# 1965年太平洋颱風季
| 太平洋颱風季             |
| 主題頁 - 專題 - 編輯指南 |

1965年太平洋颱風季泛指在1965年全年內的任何時間，於赤道以北及國際換日線以西的太平洋水域，以及南中國海所產生的熱帶氣旋。雖然有關方面並沒有設下本颱風季的指定期限，但大部份於西北太平洋的熱帶氣旋通常都會於五月至十二月期間形成。
本條目的範圍僅侷限於赤道以北及國際換日線以西的太平洋及南海的水域。於赤道以北及國際換日線以東的太平洋水域產生的風暴則被稱為颶風，並被列入1965年太平洋颶風季。在西太平洋產生的熱帶風暴是由聯合颱風警報中心命名，國際編號為65xx。而凡進入或產生於菲律賓風暴責任範圍以內的熱帶低氣壓，菲律賓大氣地理天文部門 (PAGASA) 都會為它們訂立一個菲律賓名稱，作當地警報用途；因此同一個風暴有時候會有兩個不同的名稱。
以下各熱帶氣旋資訊以熱帶氣旋存在期間的最強形態為準。

## 熱帶氣旋
在1965年，有40個熱帶低氣壓形成，其中36個成為了熱帶風暴。21個成為了颱風。11個更成為了超級颱風。

### 颱風白西（Patsy）
PAGASA:Bining

### 熱帶風暴賽洛瑪（Thelma）
PAGASA:Kuring

### 熱帶風暴薇拉（Vera）
PAGASA:Daling

### 颱風愛美（Amy）
PAGASA:Elang

### 颱風解拉（Carla）
PAGASA:Gloring

### 超級颱風黛納（Dinah）
PAGASA:Huling

### 熱帶風暴鶯瑪（Emma）
PAGASA:Ibiang

### 超級颱風法妮黛（Freda）
PAGASA:Miling
- 香港懸掛之最高热带气旋警告信号：  七號風球 /   八號風球
  - 最接近香港时间：1965年7月14日凌晨1时至5时
  - 最接近香港距离及方向：约300公里
- 澳門懸掛之最高热带气旋警告信号：[1]   八號風球 [1]

每小時風力達160英里的超級颱風法妮黛，於7月6日開始生成，又於13日襲擊呂宋島北部。它越過該島和南海後，在15日以115英里每小時的風力吹襲海南島一帶，造成嚴重洪災。1965年7月15日，6508號台風法妮黛(FREDA)登陸湛江市吳川縣，粵西風暴潮十七年未遇，三站突破歷史最高潮位，茂名市電白縣水東鎮沈沒潮中，吳川縣暴潮越過大堤一米有余，僅湛江一市死177人。在香港，法妮黛造成兩人喪命，又引致皇家香港天文台懸掛七及八號烈風信號。

### 熱帶風暴吉達（Gilda）
PAGASA:Narsing

### 颱風哈莉（Harriet）
PAGASA:Openg

### 颱風艾葳（Ivy）
PAGASA:Pining

### 超級颱風琴恩（Jean）
PAGASA:Rubing

### 超級颱風瑪麗（Mary）
PAGASA:Saling

### 颱風羅絲（Rose）
PAGASA:Unding
- 香港懸掛之最高熱帶氣旋警告信號：  三號風球

### 超級颱風崔絲（Trix）
PAGASA:Walding

### 熱帶風暴范迪（Wendy）
PAGASA:Yeyeng

### 熱帶風暴艾妮絲（Agnes）
- 香港懸掛之最高熱帶氣旋警告信號：  三號風球

### 超級颱風費依（Faye）
PAGASA:Bining

## 熱帶氣旋名單
| - Agnes 33W - Bess 34W - Carmen 35W - Della 37W - Elaine 38W - Faye 39W - Gloria 40W - Hester - Irma - Judy - Kit - Lola - Mamie - Nina - Ora - Phyllis - Rita - Susan - Tess - Viola - Winnie | - Alice - Betty - Cora - Doris - Elsie - Flossie - Grace - Helen - Ida - June - Kathy - Lorna - Marie - Nancy - Olga - Pamela - Ruby - Sally - Therese - Violet - Wilda | - Anita - Billie - Clara - Dot - Ellen - Fran - Georgia - Hope - Iris - Joan - Kate - Louise - Marge - Nora - Opal - Patsy 1W - Ruth 2W - Sarah 3W - Thelma 4W - Vera 5W - Wanda 6W | - Amy 7W - Babe 9W - Carla 10W - Dinah 11W - Emma 12W - Freda 14W - Gilda 15W - Harriet 16W - Ivy 18W - Jean 17W - Kim 19W - Lucy 20W - Mary 21W - Nadine 22W - Olive 25W - Polly 26W - Rose 27W - Shirley 28W - Trix 29W - Virginia 31W - Wendy 32W |

## 資料來源
1. 1 2  . 華僑日報. 1965年7月16日: 第二張第一頁.（繁體中文）

## 外部連結
- 聯合颱風警報中心（页面存档备份，存于）
- 中央氣象台-颱風實時路徑顯示
- 中國中央氣象台
- 日本氣象廳熱帶氣旋資訊（页面存档备份，存于）
- 菲律賓大氣地理天文部門熱帶氣旋資訊
- 中央氣象局全球資訊網
- 香港天文台熱帶氣旋資訊（页面存档备份，存于）
- 澳門地球物理暨氣象局熱帶氣旋資訊（页面存档备份，存于）
- 熱帶氣旋衛星影像（页面存档备份，存于）
- 數位颱風—熱帶氣旋資料及圖片（页面存档备份，存于）